# محمد الشويخ
محمد الشويخ (بالفرنسية: Mohamed Chouikh)‏ من مواليد 3 سبتمبر 1943 بمستغانم الجزائرية وهو ممثل ومخرج جزائري بدأ مشواره في الإخراج عام 1972.

## السيرة الذاتية
كانت بداية محمد الشويخ مع مسرح القراقوز عام 1962 في فرقة عبد الرحمن الكاكي حيث كان يؤدي عدة شخصيات في مسرحيات : 132 سنة، القراب والصالحين، ثم انتقل إلى المسرح الوطني في الجزائر العاصمة، ثم توجه للسينما إذ قدم أول دور له كبطل في فيلم ريح الأوراس للمخرج محمد الأخضر حمينة ثم تابع مسيرته بمشاركته في فيلم الخارجين عن القانون عام 1968 لتوفيق فارس ثم عامين بعد ذلك كان بطلا في فيلم إليزا أو الحياة الحقيقية لميشال دراك وسنة 1972 أخرج أول فيلم له تحت عنوان المصب ثم اتجه نحو الشاشة الكبيرة مع فيلم القلعة في عام 1989.

## الأعمال

### أفلام شارك فيها
- 1965 : فجر المعذبين للمخرجين رينيه فواتيه وأحمد راشدي.
- 1966 : ريح الأوراس للمخرج محمد الأخضر حمينة والذي نال الجائزة الأولى بمهرجان كان سنة 1967.
- 1968 : الخارجون عن القانون لتوفيق فارس.
- 1969 : إليزا أو الحياة الحقيقية لميشال دراك.
- 1975 : مسيرة الرعاة.
- 2005 : رقصة الريح.

### أفلام أخرجها
- 1972 : المصب.
- 1974 : العاطلون.
- 1989 : القلعة.
- 1993 : يوسف، أسطورة النائم السابع.[5]
- 1996 : عرش الصحراء.
- 1997 : رياح رملية.
- 2005 : دوار النساء الذي يحكي عن قرية جبلية في الجزائر يضطر رجالها إلى مغادرتها بحثا عن لقمة عيش فيتركون النساء والشيوخ فتجبر النساء على الدفاع عن القرية من أخطار اللصوص والإرهاب المحيط بها.[6]
- 2011 : الأندلسي وهو فيلم تاريخي يعود لفترة سقوط غرناطة في يد الأندلس ويهتم بالأوضاع السياسية في الجزائر في ذلك الزمن.[7]

## روابط خارجية
- محمد الشويخ على موقع IMDb (الإنجليزية)
- محمد الشويخ على موقع ألو سيني (الفرنسية)
- محمد الشويخ على موقع أول موفي (الإنجليزية)
- محمد الشويخ على موقع قاعدة بيانات الأفلام السويدية (السويدية)
- محمد الشويخ على موقع قاعدة بيانات الفيلم (الإنجليزية)
- محمد الشويخ على موقع كينوبويسك (الروسية)